# Attentat de la gare de Fort
 (février 2022).
L'attentat de la gare de Fort est un attentat suicide survenu le 3 février 2008 contre un train de banlieue alors qu'il était arrêté à la gare de Fort, la gare principale de Colombo, au Sri Lanka. L'attentat a tué 12 civils et en a blessé plus de 100 autres. Huit écoliers de l'équipe de baseball du D. S. Senanayake College (en) et leur entraîneur/enseignant responsable ont été tués dans l'attaque.
Le gouvernement a déclaré que l'attaque avait été perpétrée par une femme kamikaze, appartenant au LTTE, qui est descendue d'un train et a explosé aux heures de pointe sur la plate-forme 3.
Le secrétaire à la Défense Gotabaya Rajapaksa a chargé le Département des enquêtes criminelles (en) d'enquêter sur l'attentat à la bombe qui a conduit à l'arrestation de deux suspects aux côtés d'explosifs cachés à Colombo et à la découverte de locaux commerciaux gérés par une cellule du LTTE. Le chef de cellule avait quitté le pays après l'attentat.